# Ligne de flottaison
Pour les articles homonymes, voir Ligne de flottaison (homonymie).

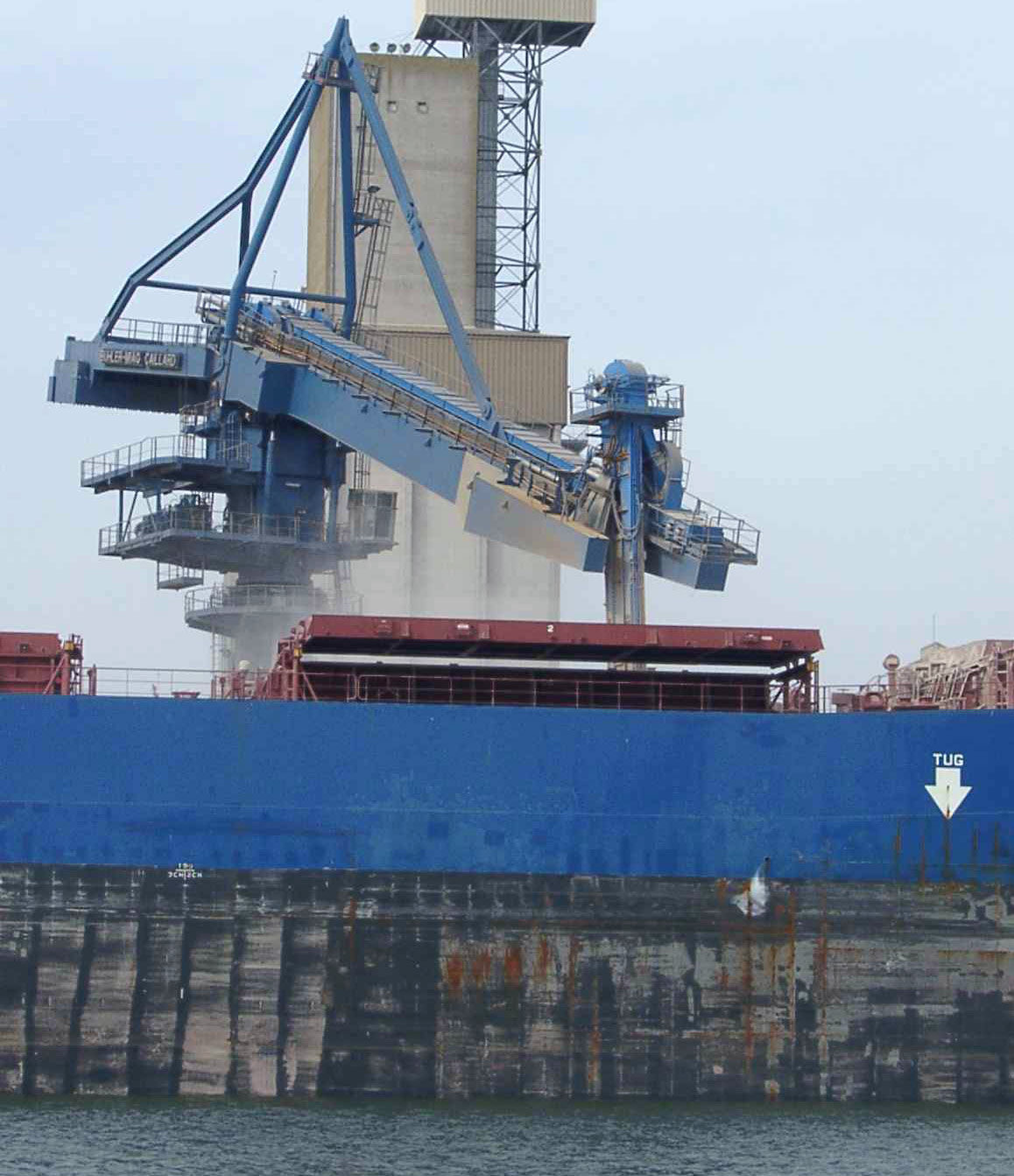
Sur ce cargo presque déchargé la ligne de flottaison à pleine charge est largement au-dessus de l'eau.

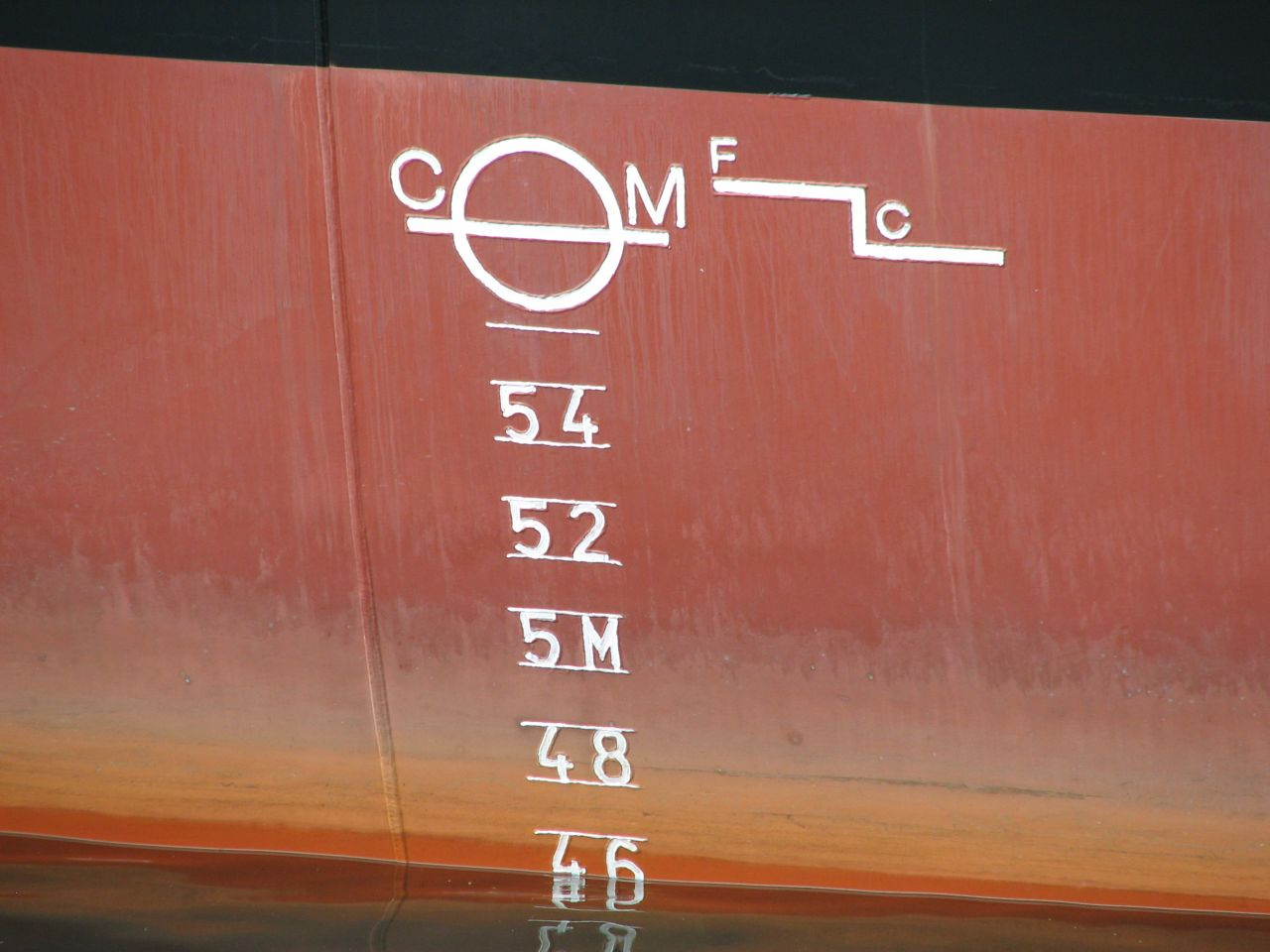
Disque de franc-bord : le cercle est traversé par une ligne horizontale passant par son centre, qui indique le maximum d'enfoncement permis pour le navire.

Dans la marine, la ligne de flottaison est la ligne qui sépare la partie immergée de la coque d'un navire (œuvres vives) de celle qui est émergée (œuvres mortes).
On distingue selon la convention internationale des lignes de charge (international convention on load line) plusieurs lignes de flottaison qui correspondent à l'enfoncement de la coque autorisé dans les mers tropicales, en eau douce, à pleine charge ou lège (c’est-à-dire lorsqu'il n'emporte ni marchandises, ni carburant). La principale ligne de flottaison (à pleine charge) est matérialisée sur la coque des navires, généralement par l'utilisation de deux couleurs différentes pour les œuvres mortes et les œuvres vives ; les autres lignes de flottaison sont signalées par un simple trait.
Sur le plan de formes, la ligne de flottaison est dénommée 10H.